# Trichestra arbuticolens
Trichestra arbuticolens är en fjärilsart som beskrevs av Butler 1882. Trichestra arbuticolens ingår i släktet Trichestra och familjen nattflyn. Inga underarter finns listade i Catalogue of Life.